# 杉浦美知
杉浦 美知（すぎうら みち）は、日本のヴァイオリン奏者。

## 経歴
ワシントン生まれ。カーティス音楽院卒業。在学中、キジアーナ音楽院マスタークラスに参加し、ディプロマ名誉賞受賞。インディアナ大学大学院で研讚を積む。イヴァン・ガラミアン、フランコ・グッリ、江藤俊哉に師事。リサイタル、ソリストなどの演奏活動を行う。1992年夏、ボードン音楽祭（アメリカ合衆国メイン州）にソロと室内楽で参加、「現代音楽週間」ではジョン・コリリアーノのソナタを演奏した。

## コンクール歴
- 1983年　ユーディ・メニューイン国際コンクール入賞。
- 1989年　エリザベート王妃国際音楽コンクール・ヴァイオリン部門入賞。
- 1990年　カール・フレッシュ国際ヴァイオリン・コンクール入賞。
- 1991年　モントリオール国際音楽コンクール入賞。
- 1992年　第5回日本国際音楽コンクール入賞。

## レコーディング
- ア・タッチ・オブ・アメリカ（1996年）